# Sole sole/Io e te soli
Sole sole/Io e te soli è un singolo della cantante italiana Laura Villa, pubblicato nel 1964 dalla casa discografica Polydor.

## Descrizione
La cantante col brano Sole sole partecipa per l'unica volta al Festival di Sanremo 1964 non arrivando in finale.
Il brano è stato cantato in doppia esecuzione con Los Hermanos Rigual.

## Tracce
1. Sole sole (Di Arturo Casadei e Laura Zanin)
2. Io e te soli (Di Arrigo Amadesi e Etrusco)